# Valdivia
Valdivia este un oraș și comună din provincia Valdivia, regiunea Los Ríos, Chile, cu o populație de 154.432 de locuitori (2012) și o suprafață de 1015,6 km2.